# پوروسلو
پوروسلو (به مجاری:  Poroszló) یک منطقهٔ مسکونی در مجارستان است که در ناحیه فوزشابونی واقع شده‌است. پوروسلو ۱۰۹٫۰۴ کیلومتر مربع مساحت و ۲٬۸۸۲ نفر جمعیت دارد و ۸۹ متر بالاتر از سطح دریا واقع شده‌است.